# ドイツ・アイスホッケーリーガ
ドイツ・アイスホッケー・リーガ（ドイツ語: Deutsche Eishockey Liga, 英語: German Ice Hockey League, 略称：DEL）は、ドイツのプロアイスホッケーリーグである。サッカーのブンデスリーガのアイスホッケー版に当たる。

## 歴史
アイスホッケー・ブンデスリーガ（ドイツ語: Eishockey-Bundesliga, 英語: Federal Ice Hockey League）として1957-58シーズンに創設された。1990年代の冷戦期に2部制に分割され、ブンデスリーガ1部がDELとなった。

## 大会方式
レギュラーシーズンは52試合。4回戦総当たりで戦われる。上位10チームがプレーオフに進出するが、そのうち上位6チームがシード。ワイルドカードプレーオフは3番勝負、それ以降は7番勝負4勝先取で優勝チームを決める。

## 2023-24シーズン所属クラブ
| クラブ名                                           | ホームタウン                   | 創設年 |
| -------------------------------------------------- | ------------------------------ | ------ |
| アウクスブルガー・パンサー                         | アウクスブルク                 | 1878年 |
| アイスベーレン・ベルリン                           | ベルリン                       | 1954年 |
| フィッシュタウン・ペンギンズ・ブレーマーハーフェン | ブレーマーハーフェン           | 1974年 |
| デュッセルドルファーEG                             | デュッセルドルフ               | 1935年 |
| レーヴェン・フランクフルト                         | フランクフルト・アム・マイン   | 1959年 |
| ERCインゴルシュタット                              | インゴルシュタット             | 1964年 |
| イーザーローン・ルースターズ                       | イーザーローン                 | 1959年 |
| ケルナー・ハイエ                                   | ケルン                         | 1972年 |
| アドラー・マンハイム                               | マンハイム                     | 1938年 |
| EHCレッドブル・ミュンヘン                          | ミュンヘン                     | 1998年 |
| ニュルンベルク・アイスタイガース                   | ニュルンベルク                 | 1980年 |
| シュヴェニンガー・ワイルドウイングス               | フィリンゲン＝シュヴェニンゲン | 1904年 |
| シュトラウビング・タイガース                       | シュトラウビング               | 1948年 |
| グリズリーズ・ヴォルフスブルク                     | ヴォルフスブルク               | 1975年 |

## リーグ優勝チーム
- 1995年 ケルナー・ハイエ
- 1996年 デュッセルドルファーEG
- 1997年 アドラー・マンハイム
- 1998年 アドラー・マンハイム
- 1999年 アドラー・マンハイム

- 2000年 ミュンヘン・バロンズ
- 2001年 アドラー・マンハイム
- 2002年 ケルナー・ハイエ
- 2003年 クレーフェルト・ピングイネ
- 2004年 フランクフルト・ライオンズ
- 2005年 アイスベーレン・ベルリン
- 2006年 アイスベーレン・ベルリン
- 2007年 アドラー・マンハイム
- 2008年 アイスベーレン・ベルリン
- 2009年 アイスベーレン・ベルリン

- 2010年 ハノーファー・スコーピオンズ
- 2011年 アイスベーレン・ベルリン
- 2012年 アイスベーレン・ベルリン
- 2013年 アイスベーレン・ベルリン
- 2014年 ERCインゴルシュタット
- 2015年 アドラー・マンハイム
- 2016年 EHCレッドブル・ミュンヘン
- 2017年 EHCレッドブル・ミュンヘン
- 2018年 EHCレッドブル・ミュンヘン
- 2019年 アドラー・マンハイム

- 2020年 該当チームなし
- 2021年 アイスベーレン・ベルリン
- 2022年 アイスベーレン・ベルリン
- 2023年 EHCレッドブル・ミュンヘン
- 2024年 アイスベーレン・ベルリン
- 2025年 アイスベーレン・ベルリン